# Russofili
Russofili (från nylatinets Russia, ''Ryssland'' och grekiskans φιλία, filia, ''vänskap'', ''broderlig kärlek'') är kärlek till rysk kultur och det ryska folket. Motsatsen är russofobi. Den som är ryssvänlig, älskare av Ryssland, kallas russofil.